# Campo Largo
Campo Largo es una localidad y municipio argentino, cabecera del departamento Independencia, en la provincia del Chaco. Se encuentra a la vera de la Ruta Nacional 89. Dentro del municipio se halla también la localidad de Fortín Las Chuñas.

## Menciones en la cultura popular
León Gieco compuso la canción «Bandidos rurales» en la cual se hace mención a Campo Largo: Entre Campo Largo y Pampa del Infierno...
El grupo de cumbia argentino Los Charros hace mención de Campo Largo en la canción «Me bebí tu recuerdo», ya que Daniel Cardozo su primer cantante, es originario de este pueblo.

## Demografía
Su población era de 9069 habitantes (Indec, 2010), lo que representa un crecimiento de más del 12% frente a los 7980 habitantes (Indec, 2001) del censo anterior. En el municipio el total ascendía a los 10,743 habitantes (Indec, 2001).

## Vías de comunicación
La principal vía de comunicación es la Ruta Nacional 89, que la vincula al sudoeste con Fortín Las Chuñas y Corzuela, y al nordeste con Avia Terai. Otras rutas importantes son la Provincial 50 que la vincula con Concepción del Bermejo, y las rutas provinciales 25 y 26.
Cuenta con la estación Campo Largo, por sus vías del ferrocarril General Belgrano se trasladan cargas de granos a cargo de la empresa Trenes Argentinos Cargas. También ocupa sus vías el tren de pasajeros de la empresa estatal Trenes Argentinos Operaciones que presta un servicio diario entre Presidencia Roque Sáenz Peña y Chorotis.